# Алтайское месторождение лечебных грязей
Алтайское месторождение лечебных грязей — донные осадки оз. Алтайское, расположенного в Алтайском районе в 3 км к северо-востоку от с. Лукьяновка, в 35 км к югу от Абакана. 
Представлено соленасыщенными среднесульфидными иловыми грязями Карачинского типа. Минерализация грязевого раствора — 182 г/дм³, состав многокомпонентный катионный хлоридно-сульфатный натриево-калиевый. Содержание сульфидов железа — 0,4 г/дм³. Грязи могут применяться при заболеваниях опорно-двигательного аппарата, периферической и центральной нервной системы, болезнях органов пищеварения, жен. и муж. половой сферы, последствий травм, спаечных процессах. Балансовые запасы леч. грязей по сумме категорий А+В составляют 408,4 тыс. м³.
Известно с 1й половины 20 века.